# Échelet à sourcils blancs
Climacteris affinis
Espèce
Statut de conservation UICN

 LC  : Préoccupation mineure
L’Échelet à sourcils blancs (Climacteris affinis) est une espèce de passereau de la famille des Climacteridae.

## Taxonomy et évolution
L’Échelet à sourcils blancs (Climacteris affinis) fait partie d'un groupe d'oiseaux endémiques d'Australie et de Nouvelle-Guinée. Cela est dû à la période glaciaire lorsque le continent Sahul englobait l'Australie, la Nouvelle-Guinée et le Timor. Le groupe est daté d'entre  58,7 et 35,2 millions d'années. Il existe six autres espèces en plus de l'’Échelet à sourcils blancs.

## Répartition et habitat

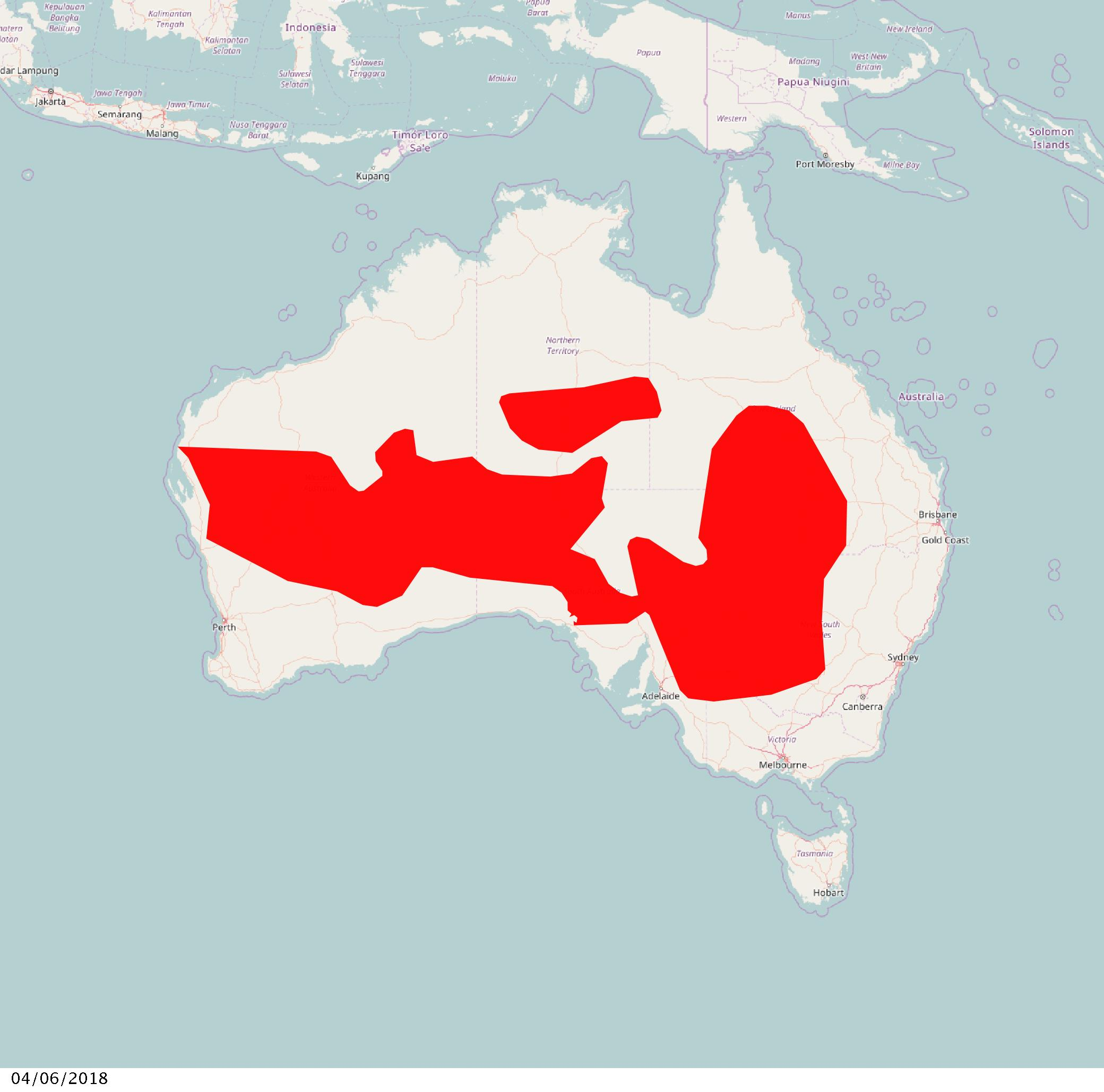
répartition de Climacteris affinis

Il est endémique en Australie. On le retrouve dans toutes les régions à l'exception de la Tasmanie.On le retrouve vers le centre du pays, assez peu dans les forêts humides Gondwana de l'Australie. C'est un animal qui va préférer les zones avec quelques arbres et le Bush australien. Cet oiseau est sédentaire, il vit sur un territoire d'environ huit hectares. On le retrouve souvent sur des Acacias, des Casuarina et des Callitris. C'est en règle générale un oiseau très commun en Australie. Néanmoins, il tend à disparaître de l'État de Victoria au sud de l'Australie, mais dans le reste du pays il n'y a pas de changement.

## Confusion
Il peut être confondu avec un oiseau du même groupe et lui aussi endémique de l'Australie, l'échelet brun qui est presque de la même robe mais a un teint qui est plus beige que l'échelet à sourcils blancs.

## Conservation
L'Échelet à sourcils blancs est considéré comme une espèce à préoccupation mineure, il est protégé depuis 1999 par l'Environment Protection and Biodiversity Conservation Act 1999, il est protégé dans l'État de Victoria depuis 1988 avec la Loi de protection de la flore et de la faune de 1988. Depuis 2007 il est considéré vulnérable dans l'État de Victoria.

## Illustrations
- Photos

## Sous-espèces
Selon Peterson, cet oiseau est représenté par 2 sous-espèces :
- Climacteris affinis affinis Blyth 1864 ;
- Climacteris affinis superciliosus North 1895.